# Smurfs: The Lost Village
Smurfs: The Lost Village (bra: Os Smurfs e a Vila Perdida; prt: Smurfs: A Aldeia Perdida) é um filme de animação estadunidense de 2017, baseada na série de histórias em quadrinhos franco-belga pelo cartunista belga Peyo. O filme foi produzido pela Columbia Pictures, Sony Pictures Animation, The Kerner Entertainment Company, e distribuído pela Sony Pictures Releasing, lançado em Portugal em 30 de março de 2017, no Brasil em 6 de abril de 2017, e nos Estados Unidos em 7 de abril de 2017.
O filme é dirigido por Kelly Asbury, produzido por Jordan Kerner e Mary Ellen Bauder e escrito por Stacey Harman e Pamela Ribon. Ele foi lançado em Portugal no dia 30 de março de 2017 e no Brasil em 6 de abril de 2017. O lançamento do filme para os formatos DVD e Blu-ray foi em 11 de julho de 2017 e ele foi disponibilizado em formato digital HD, nas lojas virtuais Amazon Video e iTunes, no dia 20 de junho de 2017. O filme foi dedicado a Jonathan Winters, a voz do Papai Smurf na série de filmes original que morreu em 2013, Anton Yelchin, a voz do Smurf Desastrado, e Nine Culliford, esposa de Peyo, que morreram em 2016.
Uma sequência independente da série de televisão produzida pela Dupuis Édition & Audiovisuel com o mesmo estilo de arte, mas sem o envolvimento da Sony, The Smurfs, estreou na Nickelodeon e TF1 em 2021.

## Enredo
Smurfette começa a perceber que todos do vilarejo têm uma função precisa na comunidade, menos ela. Quando ela e seus amigos decidem ir brincar na floresta, ela encontra uma criatura, mas este foge deixando um chapéu muito parecido com o que os smurfs usavam. Curiosa, com aquilo tudo, Smurfette é sequestrada por Gargamel e os outros indo resgatá-la, descobrem que existe mais uma vila que estava perdida na Floresta Proibida, enquanto Gargamel planejava encontrá-la para fazer coisas más, Robusto, Desastrado, e Gênio resgatam Smurfette, eles se aproximam de Papai Smurf, mas são repreendidos por deixarem a vila e aterrados. Para surpresa de seus amigos, Smurfette aceita o castigo sem discutir, porém, à tarde da noite, ela arruma sua mochila e decide ir procurar a tal vila perdida para avisá-los sobre Gargamel. Os seus amigos Robusto, Desastrado e Gênio insistem a ir com ela o que ela aceita, eles entram pela Floresta Proibida achando criaturas mágicas que nunca haviam visto antes. Em uma perseguição num rio, Gargamel acaba na água prestes a se afogar, Robusto insiste em ajudá-lo o que todos concordam menos Gênio, mas depois aceita com muita relutância. Eles o salvam, mas Gargamel toma sua jangada e os joga para queda de uma cachoeira. Eles discutem até serem abordados por criaturas com máscaras que acaba se revelando garotas smurfs e viram que acharam a Vila Perdida com Smurfinas muito amigáveis, menos Tormenta que no início desconfia um pouco deles. Depois de um tempo, quando os Smurfs começaram a discutir, o Papai Smurf apareceu! Ele estava com raiva de Smurfette e dos outros por sair de casa, porém, depois de alguns minutos Gargamel acha a vila Perdida e depois de capturar todos, ele provoca Smurfette dizendo que ela o ajudou por mais que ela se negue, então ele joga uma bomba de gelo nela, mas como Smurfette não era uma Smurf de verdade, a armadilha não funcionava com ela; sozinha na floresta, Smurfette começou a chorar, Snappy aparece e lembra Smurfette de seus amigos e que os Smurfs sempre fazem a coisa certa, ela então decide não desistir e ir atrás de sua família e salvar todos eles. Mas teve um preço muito caro, ela voltou a ser o que era inicialmente quando Gargamel a criou: Um punhado de argila, todos os smurfs ficam tristes, mas o amor de duzentos smurfs e o constatamento que ela era a smurf mais verdadeira de todos eles com suas belas qualidades a trouxeram de volta, Smurfette aprende que pode ter mais do que apenas um objetivo e no final teve uma grande festa.

## Elenco
| Personagem                     | Dublador/Ator original | Dublador no Brasil | Dobrador em Portugal |
| ------------------------------ | ---------------------- | ------------------ | -------------------- |
| Papai Smurf / Grande Smurf     | Mandy Patinkin         | Júlio Chaves       | José Jorge Duarte    |
| Smurfette / Smurfina           | Demi Lovato            | Angélica Borges    | Cláudia Vieira       |
| Desastrado / Trapalhão         | Jack McBrayer          | Yan Gesteira       | Pedro Granger        |
| Gênio / Óculos                 | Danny Pudi             | Fred Mascarenhas   | Pedro Miguel Ribeiro |
| Robusto / Valentão             | Joe Manganiello        | Léo Martins        | Lourenço Ortigão     |
| Nigel                          | Rhys Darby             |                    |                      |
| Padeiro                        | Gordon Ramsay          | Pedro Azevedo      | José Avillez         |
| Joca                           | Gabriel Iglesias       | Philippe Maia      |                      |
| Ranzinza / Resmungão           | Jake Johnson           | Ricardo Juarez     | António Raminhos     |
| Vaidoso                        | Tituss Burgess         | Airam Pinheiro     | Pedro Fernandes      |
| Fazendeiro                     | Jeff Dunham            | Rodrigo Antas      |                      |
| Gargamel                       | Rainn Wilson           | Rodrigo Lombardi   | Renato Godinho       |
| Xereta / Metediço              | Kelly Asbury           | Wirley Contaifer   | Nilton               |
| Azrael                         | Frank Welker           | --                 | --                   |
| Monty                          | Dee Bradley Baker      | --                 | --                   |
| Smurf-magnólia / Smurfoliveira | Julia Roberts          | Ivete Sangalo      | Cláudia Cadima       |
| Smurf-tormenta / Smurfvendaval | Michelle Rodriguez     | Gabriela Bicalho   | Catarina Wallenstein |
| Smurflor                       | Ellie Kemper           | Giovanna Chaves    | Joana Ribeiro        |
| Smurf-lilí / Smurflírio        | Ariel Winter           | Maísa Silva        | Alice Blanco         |
| Smurfmelody                    | Meghan Trainor         | Lhays Macêdo       |                      |
| Smurf-jade / Smurfjade         | Melissa Sturm          | Luciana D'Aulizio  | Mariana Alvim        |

## Produção

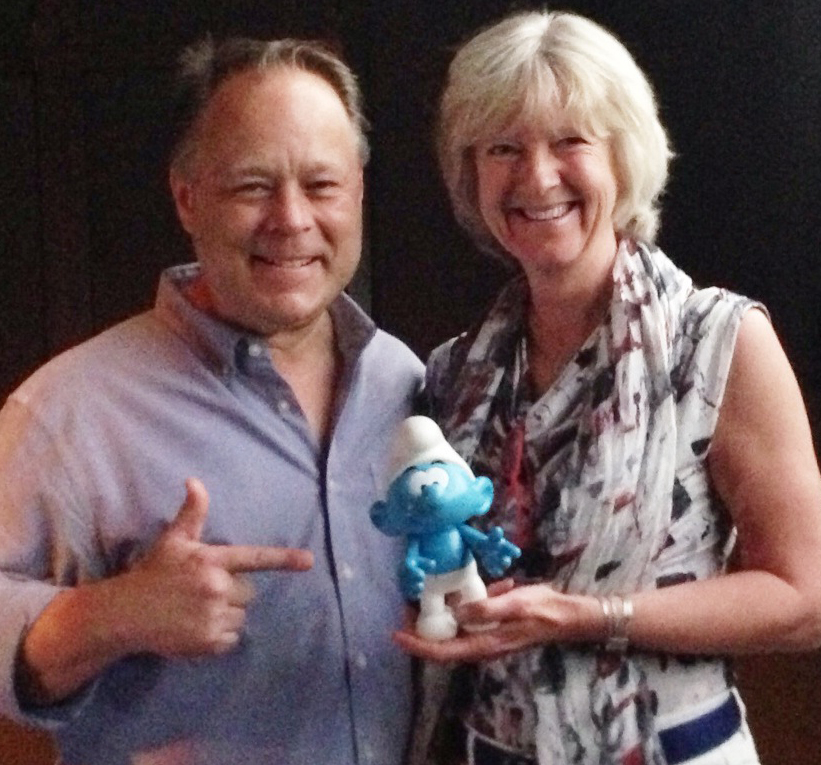
Kelly Asbury, diretor do filme Smurfs: The Lost Village, junto a Veronique Culliford, filha de Peyo e que está a segurar um boneco de Smurf.

Em 10 de maio de 2012, duas semanas depois do lançamento de Os Smurfs 2, a Sony Pictures Animation e Columbia Pictures já estavam a produzir um roteiro para Os Smurfs 3 com os escritores Karey Kirkpatrick e Chris Poche. Hank Azaria, que interpretou Gargamel nos filmes anteriores, revelou que o terceiro filme «poderia lidar com a verdadeira origem de como e quando todas essas personagens se encontraram em caminho de volta.» A diferença entre esse e os outros dois filmes é que esse será completamente realizado em computação gráfica e não será uma sequência dos primeiros filmes.
Em março de 2014, foi contratado Kelly Asbury para diretor do filme. Explorando a origem dos Smurfs, ele descreve que o enredo seria de aventura e comédia e contaria com uma nova visão das personagens, com desenhos e ambiente mais ligados a obra criada por Peyo. O filme foi produzido por Jordan Kerner e Mary Ellen Bauder.
No dia 18 de janeiro de 2015, foi escolhido Mandy Patinkin para dublar Papai/Grande Smurf. Em 14 de junho de 2015, Sony Pictures Animation revelou Get Smurfy como o título do filme juntamente com um teaser do filme. Posteriormente, o filme foi renomeado para Smurfs: The Lost Village; no Brasil, o filme foi nomeado como Os Smurfs e a Vila Perdida e, em Portugal, como Smurfs: A Aldeia Perdida. Em 15 de junho de 2015, foi lançado um vídeo promocional anunciando Demi Lovato para a dublagem da Smurfette/Smurfina e Rainn Wilson como Gargamel.
O pôster e trailer do filme oficial foram lançados em 21 de setembro de 2016 e, dois meses depois, foi estreado o segundo trailer do filme. Em outubro do mesmo ano, foi confirmado que Christopher Lennertz estaria compondo a trilha sonora do filme. Em dezembro, foi informado que Meghan Trainor teria gravado uma música para o filme chamado «I'm a Lady», que foi lançado como um single.
Em 18 de janeiro de 2017, foram confirmados Julia Roberts como Smurf-magnólia/Smurfoliveira, Michelle Rodríguez como Smurf-tormenta/Smurfvendaval, Ellie Kemper como Smurflor, Ariel Winter como Smurflírio/Smurf-lilí, Gordon Ramsay como Fominha, Jake Johnson como Ranzinza/Resmungão, Tituss Burgess como Vaidoso e Jeff Dunham como Fazendeiro. Meghan Trainor afirma em 23 de fevereiro de 2017 que é dubladora de Smurfmelody. O terceiro trailer foi lançado no dia 13 de março.

### Dublagem
O estúdio Delart foi responsável pela dublagem do filme para o português que foi disponibilizado no Brasil.

## Adaptação em quadrinhos
A série de quadrinhos Les Schtroumpfs et le Village des filles produzida pelo Studio Peyo, é um acompanhamento do longa-metragem.

## Lançamento
Em 1 de maio de 2014, a data de lançamento foi adiada para 5 de agosto de 2016 e foi confirmado que o filme não seria uma sequência de Os Smurfs e Os Smurfs 2, mas um reinício. Em 25 de março de 2015, o filme foi novamente adiantado para 31 de março de 2017. Em março de 2016, o filme foi adiado para 7 de abril de 2017.
O lançamento do filme nos Estados Unidos ocorreu no dia 7 de abril de 2017. Entretanto, o filme foi disponibilizado em outros países antes da data de lançamento previsto; em Portugal, foi lançado em 30 de março de 2017 e, no Brasil, em 6 de abril de 2017.
O filme foi lançado em formato DVD e Blu-ray no dia 11 de julho de 2017 e disponibilizado nas plataformas Amazon Video e iTunes no dia 20 de junho de 2017. Ele esteve em segundo lugar no Top 20 NPD VideoScan First Alert, atrás de The Fate of the Furious.

## Recepção

### Bilheteria
Smurfs: The Lost Village arrecadou 45 milhões de dólares nos Estados Unidos e Canadá e 152,2 milhões de dólares no restante do mundo, obtendo o total de 197,2 milhões de dólares. O orçamento do filme tinha sido de 60 milhões de dólares.
Na América do Norte, o filme foi lançado junto com Going in Style e The Case for Christ e havia-se projetado um arrecadamento de 16 a 20 milhões de dólares na primeira semana de exibição. O arrecadamento de 13,2 milhões de dólares fez desse filme ter a estreia mais fraca da franquia Os Smurfs nos cinemas e terminar em terceira maior bilheteria.

### Crítica
O novo filme da franquia recebeu uma avaliação mista dos críticos. Em Rotten Tomatoes, o filme teve a aprovação de 38% baseado em 79 análises, e uma nota média de 4,8/10. O consenso crítico do site foi: «Smurfs: The Lost Village pode satisfazer audiências mais infantis e os mais entusiasmados "Smurfaholics", mas sua história previsível e animação branda faz continuar a medíocre e recente má sorte da franquia». No Metacritic, que atribui uma classificação normalizada, o filme teve nota 40 de 100, baseado em 25 críticas.
Alonzo Duralde, de TheWrap, deu ao filme uma crítica positiva e escreveu: «É significante que duas escritoras tomarem uma personagem quem viveu principalmente para ser fofa e seduzente e torná-la em uma completa membra desse universo.» Owen Glieberman, de Varity, disse: «É pura fantasia digital, com animação elegante e tátil, por isso é mais verdadeiro para o espírito Smurf, e deve funcionar com firmeza.»
Frank Scheck, de The Hollywood Reporter, deu ao filme uma crítica mista, afirmando: «Uma tentativa medíocre que, entretanto, consegue o seu principal objetivo de manter as personagens azuis vivas para fins de merchandising futuro.»